# Чибисовка (Грязинский район)
Чи́бисовка — упразднённая деревня Большесамовецкого сельсовета Грязинского района Липецкой области. Стоит на реке Большой Самовец на северо-востоке от центра поселения села Большой Самовец. Была образована в 1921 году.

### О деревне
В деревне было около 30 домов. Рядом с ней был колхоз "Побережий", что разводил лошадей, крупнорогатый скот, гусей, пчел и др. Целью образования поселения было трудоустройство населения в сельско-хозяйственную организацию. Магазина, школы и других общественных мест не было. Питались жители едой, которую выращивали самостоятельно. Для получения образования дети ходили в административный центр сельсовета, то есть в село Большой Самовец. 